# Alexander Thieme
Alexander Thieme (* 13. Januar 1954 in Karl-Marx-Stadt; † 29. November 2016 in Jahnsdorf/Erzgeb.) war ein deutscher Leichtathlet, der für die DDR startend als 100-Meter-Läufer erfolgreich war. Sein größter Erfolg war die Silbermedaille bei den Olympischen Spielen 1976 in Montréal mit der 4-mal-100-Meter-Staffel der DDR (38,66 s, zusammen mit Klaus-Dieter Kurrat, Manfred Kokot und Jörg Pfeifer), wofür er mit dem Vaterländischen Verdienstorden in Bronze ausgezeichnet wurde.
Eine weitere Silbermedaille mit der 4-mal-100-Meter-Staffel gewann er bei den Europameisterschaften 1978 (38,78 s, zusammen mit Manfred Kokot, Eugen Ray und Olaf Prenzler).
Sowohl bei den Olympischen Spielen 1976 als auch bei den Europameisterschaften 1978 war er auch im 100-Meter-Einzelrennen am Start, er erreichte aber nicht die Endläufe.
Alexander Thieme gehörte dem SC Karl-Marx-Stadt an und trainierte bei Peter Dost. In seiner aktiven Zeit war er 1,86 m groß und wog 80 kg. Nach seiner Sportlerlaufbahn promovierte und habilitierte Alexander Thieme an der Technischen Universität Karl-Marx-Stadt über Gravitationswärmerohr-Rekuperatoren und wurde wissenschaftlicher Oberassistent. Später war er als Bauunternehmer in Jahnsdorf/Erzgeb. tätig.